# Mario Cafiero
Mario Alejandro Hilario Cafiero (San Isidro, 21 de enero de 1956-La Plata, 13 de septiembre de 2020) fue un ingeniero industrial y político argentino, vicepresidente del Movimiento Proyecto Sur, hijo del histórico dirigente peronista Antonio Cafiero (1922-2014) y hermano del exembajador argentino ante la Santa Sede, Juan Pablo Cafiero.

## Origen y formación
Mario Cafiero nació el 21 de enero de 1956 en San Isidro, en la zona norte del área metropolitana de Buenos Aires. Se graduó como ingeniero industrial en la Universidad de Buenos Aires pero ―al igual que su padre―, ha desarrollado una extensa carrera política.

## Trayectoria
Su primer cargo público fue como asesor de la vicepresidencia segunda de la Cámara de Diputados, entre los años 1985 y 1987. 
Entre 1987 y 1991 se desempeñó como secretario general de la gobernación de la provincia de Buenos Aires, y luego fue presidente del Ente de Administración y Explotación de la Zona Franca La Plata (1994-1997).
En 1997 se presentó en las internas del Partido Justicialista bonaerense, con el que participó de las elecciones legislativas de ese año.
Entre 1987 y 1991 fue secretario general de la Gobernación de la provincia de Buenos Aires. También de la mano del PJ llegó a su primer mandato como diputado nacional, entre 1997 y 2001.
En 2001 fue como candidato a diputado por Buenos Aires por el ARI que encabezaba Elisa Carrió. Durante su mandato como legislador Cafiero denunció la fuga de capitales que se dio en las entidades bancarias durante el corralito, lo que fue negado por la Asociación de Bancos de la Argentina (ABA), aunque esta asociación era defensora de los bancos comprometidos en la situación.
En las elecciones legislativas de 2005 fue candidato a senador por el frente MST-UNITE, pero obtuvo poco más del 1 % de los votos. 
En 2007, junto con el sacerdote Luis Farinello y el dirigente argentino Luis D'elía, viajó a la República Islámica de Irán en el marco del juicio por el ataque terrorista contra la mutual judía AMIA, en el cual el gobierno iraní es apuntado como el responsable por la justicia argentina. Tras su regreso a la Argentina, Cafiero sostuvo la "inocencia" del gobierno iraní y aseguró que aportaría datos a la causa, provistos por Irán, para demostrar que los testigos citados en esa causa "son terroristas con pedido de captura".
Fue candidato a gobernador de Buenos Aires por el Proyecto Sur de Pino Solanas, para 2011.
En enero de 2020, fue elegido presidente del Instituto Nacional de Asociativismo y Economía Social (INAES), dependiente del Ministerio de Desarrollo Productivo.

## Fallecimiento
Falleció el 13 de septiembre de 2020 en un hospital de La Plata, a causa de un cáncer. La noticia fue confirmada por INAES y su familia.

## Publicaciones
Libros e investigaciones realizadas junto a Javier Llorens:
- 2000: Los ruinosos canjes de Bonos Brady.
- 2001: Megacanje de bonos de la deuda externa argentina.
- 2001: La deuda externa vinculada a la fuga de capitales.
- 2002: El vaciamiento del sistema financiero argentino I y II.
- 2003: Las ambigüedades de la propuesta de Dubái.
- La Argentina robada. Buenos Aires: Editorial Macchi.
- 2004: ¡O juremos con deuda morir!.
- La pampa sumergida (documental)[8]
- 2022: "Las Malvinas, argentinas y suramericanas: el proyecto inconcluso de las Provincias Unidas en Suramérica"